# بدلة لمسية

سترة اللمس NeoSensory exoskin. ثوب فائق النحافة يسمح بمرور الهواء للواقع الافتراضي الغامر

بدلة لمسية (المعروفة أيضا باسم بدلة اللعب، أو سترة لمسية) هي جهاز يمكن ارتداؤه حيث يوفر ردود أفعال لمسية في الجسم.

## التاريخ

### أورا انتيراكتر (1994)

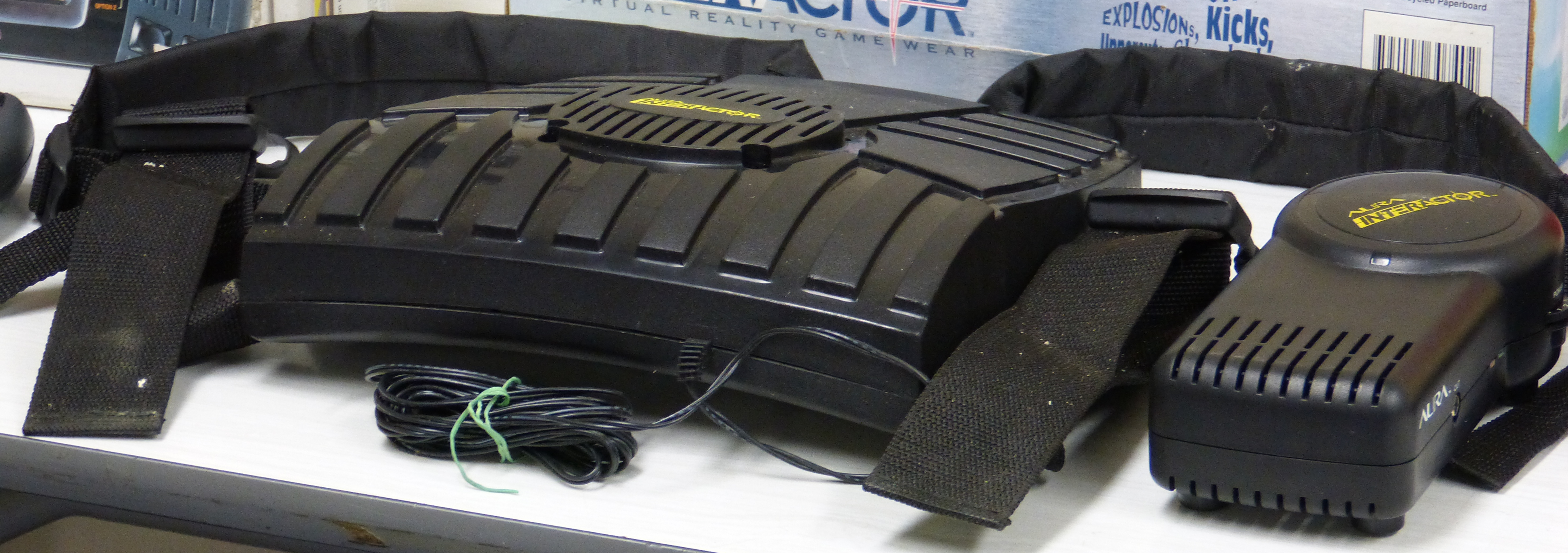
سترة Aura Interactor

في عام 1994 ، أطلقت شركة Aura Systems سترة Interactor ،  التي صممها لاري شولتز ، نائب رئيس Aura لتقنيات الصوت والفيديو ،  لتشعر بالصوت من ألعاب الفيديو والبرامج التلفزيونية. كان Interactor جهازًا يمكن ارتداؤه لاستجابة القوة يراقب إشارة صوتية ويستخدم تقنية المشغل الكهرومغناطيسي Aura الحاصلة على براءة اختراع لتحويل موجات الصوت الجهير إلى اهتزازات يمكن أن تمثل مثل هذه الإجراءات مثل لكمة أو ركلة. يتم توصيل سترة Interactor بإخراج الصوت لجهاز الستريو أو التلفزيون أو VCR ويتم تزويد المستخدم بأدوات تحكم تسمح بضبط شدة الاهتزاز وتصفية الأصوات عالية التردد. يتم ارتداء سترة التفاعل فوق الجذع العلوي ويتم إعادة إنتاج الإشارة الصوتية من خلال مكبر صوت مدمج في السترة. أرقام المبيعات غير واضحة ، ولكن أرقامها منخفضة تصل إلى 5000  من سترة التفاعل التي تُباع في Toys R Us  ومتاجر الإلكترونيات الأخرى. بدأت Aura في وقت لاحق في شحن وسادة Interactor ، وهو جهاز يعمل مثل السترة ولكن بدلاً من ارتداؤها ، يتم وضعها على ظهر المقعد ويجب على المستخدم أن يتكئ عليها. تم إطلاق كل من السترة والوسادة بسعر 99 دولارًا.

### هوغشيرت (2002)
في يناير 2002 ، قام كل من فرانسيسكا روزيلا و ريان جينز ، ثم باحثين في معهد Interaction Design Institute Ivrea في إيطاليا ، بتصميم HugShirt. Hugshirt هو جهاز اتصال لمسي يمكن ارتداؤه يسمح لمرتديه بإرسال شعور العناق إلى أحد أفراد أسرته. تتميز هوغشيرت بأجهزة استشعار تعمل باللمس ومشغلات لمسية تعمل معًا لالتقاط اللمس وإعادة إنشائه من مسافة بعيدة. تلتقط مناطق المستشعر الموضوعة على الملابس لمسة من يرتديها ، ويتم نقل البيانات إلى أجهزتهم المحمولة حيث ينشئ تطبيق Hug رسالة Hug يتم تسليمها إلى مرتدي HugShirt الثاني في مكان آخر في جميع أنحاء العالم. تعمل المحركات في HugShirt المستقبلة على إعادة إنشاء اللمسة التي تم إنشاؤها بواسطة مرتديها الأول. حاز HugShirt على الجائزة الأولى في مهرجان Cyberat Bilbao ،  ومنحته مجلة Time لاحقًا كأحد أفضل الاختراعات لعام 2006.

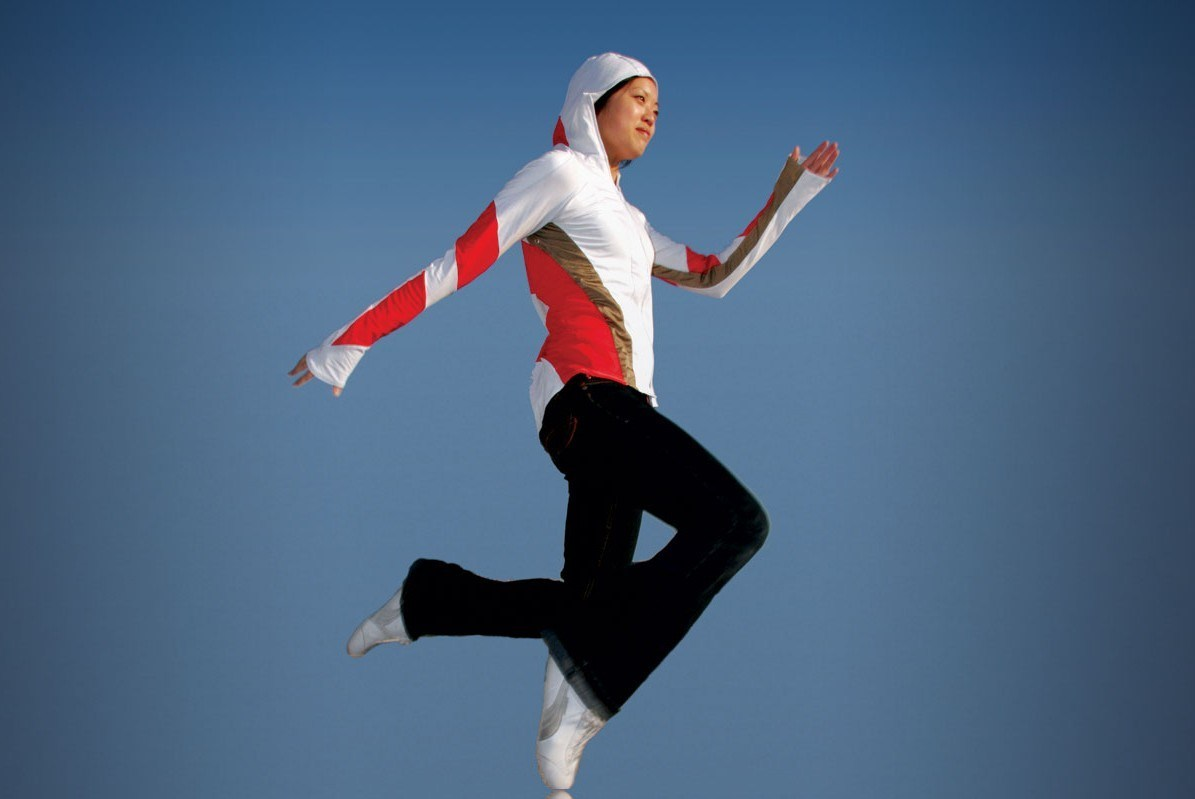
HugShirt (2002) الملابس اللمسية للمس عن بعد

### نيوسينسري اكسوسكن (2018)
تعمل نيو سينسري على تطوير سترة لمسية تتيح للمستخدمين تجربة اللمس الحقيقي في الواقع الافتراضي. إنه متاح للتسليم منذ يوليو 2018. يسمح هذا الزي لمرتديه أن يشعروا بلمسة أفتار أخرى، والجدار الذي رعوه، وقطرات المطر، والطلقات النارية، والعناق ،والانفجار ، وكل شيء آخر. يتوفر Developer SDK حاليًا ويسمح للمطورين بإنشاء تطبيقات لمسية أخرى تتحكم في exoskin.